# Hedwigiales
Hedwigiales, red pravih mahovina. Postoje tri priznate porodice.

## Porodice
1. Hedwigiaceae Schimp.
2. Helicophyllaceae Broth.
3. Rhacocarpaceae Kindb.